# C/2023 V5 Leonard
C/2023 V5 Leonard è una cometa non periodica scoperta il 6 novembre 2023  dall'astronomo statunitense Gregory J. Leonard. Già durante la fase di conferma della cometa l'astrofilo olandese Reinder J. Bouma rilevava la somiglianza degli elementi orbitali preliminari con quelli delle altre quattro comete appartenenti alla stessa famiglia (C/1988 A1 Liller, C/1996 Q1 Tabur, C/2015 F3 SWAN, C/2019 Y1 ATLAS) . Caratteristica di questa cometa è di avere una piccola MOID di sole 0,088774 U.A., con la Terra. La cometa è passata al perielio il 13 dicembre 2023, se il passaggio al perielio fosse avvenuto nel mese di ottobre la cometa sarebbe passata a soli 10-15 milioni di km dalla Terra.

## Famiglia di appartenenza
Gli elementi orbitali di questa cometa sono alquanto simili a quelli delle comete C/1988 A1 Liller, C/1996 Q1 Tabur, C/2015 F3 SWAN e C/2019 Y1 ATLAS: questa somiglianza fa ipotizzare che abbiano tutte un'origine comune, ovvero la frammentazione (forse avvenuta oltre 3.000 anni fa), di una preesistente cometa, e che altre comete con orbite similari possano essere scoperte nei prossimi anni .
| Cometa                         | C/1988 A1 Liller          | C/1996 Q1 Tabur               | C/2015 F3 SWAN             | C/2019 Y1 ATLAS            | C/2023 V5 Leonard           |
| Epoca degli elementi orbitali  | 20 marzo 1988 (2447240,5) | 17 settembre 1996 (2450343,5) | 15 aprile 2015 (2457127,5) | 13 aprile 2020 (2458921,5) | 7 novembre 2023 (2460255,5) |
| Nodo ascendente                | 31,515°                   | 31,402°                       | 31,640°                    | 31,366°                    | 31,501°                     |
| Argomento del perielio         | 57,388°                   | 57,405°                       | 57,566°                    | 57,498°                    | 56,817°                     |
| Distanza perielica in UA       | 0,841                     | 0,840                         | 0,834                      | 0,838                      | 0,847                       |
| Inclinazione                   | 73,322°                   | 73,359°                       | 73,387°                    | 73,348°                    | 73,674°                     |
| Eccentricità                   | 0,996565                  | 0,998942                      | 0,99640                    | 0,99651                    | 1,01385                     |
| Semiasse maggiore in UA        | 244,930                   | 794,119                       | 231,780                    | 240,0                      | -                           |
| Periodo di rivoluzione in anni | ≈ 3.830                   | 22.378,79                     | 3.528,76                   | ≈ 3.719                    | -                           |

Tutti gli elementi orbitali sono stati arrotondati all'ultima cifra decimale.